# 自由芸術ライセンス
自由芸術ライセンス（じゆうげいじゅつライセンス、フランス語: Licence Art Libre(LAL)、英語: Free Art Licence(FAL)）は、芸術作品について、作者の権利を尊重する限り、その作品の利用者に自由に複製、配布、翻案する権利を付与するコピーレフトのライセンスである。GNU General Public Licenseの考え方にもとづく、芸術作品のための初めてのフリーライセンスである。

## 概要
このライセンスは、その条件を受け入れた第三者（自然人または法人）が、著作物を複製、配布、翻案し、無料または商業的に利用することを許可するものであり、そのためにはオリジナルに常にアクセスできることを条件にしている。コピーレフトなライセンスの原則によれば、オリジナルから派生（改変、拡張、取り込みなど）した著作物も、フリーでコピーレフトなライセンスのもとで配布されなければならない。

## 歴史
このライセンスは2000年7月にメーリングリスト<copyleft_attitudeApril.org>において、特にフランスの弁護士Mélanie Clément-FontaineとDavid Geraud、フランスのアーティストIsabelle VodjdaniとAntoine Moreauの協力を得て書かれた。これは、Copyleft AttitudeのAntoine Moreauと雑誌『Allotopie』を中心として集まったアーティストたち、Francis Deck、Antonio Gallego、Roberto Martinez、Emma Gallとのミーティングを受けて行われたものである。このミーティングは、2000年1月の「Accès Local」、同年3月の「Public」というパリの現代アートの場で開催された。
2003年、モローはEOFスペースで、「フリーな作品なら出展自由」(Free Admission if free work)という条件で、何百人もの作家を集めたセッションを開催した。2005年には、モローは回顧録"Le copyleft appliqué à la création artistique. Le collectif Copyleft Attitude et la Licence Art Libre"（芸術的創造に適用されるコピーレフト。Copyleft Attitudeと自由芸術ライセンス）をフランス語で執筆した。
2007年、自由芸術ライセンスは、法的確実性を高め、他のコピーレフトなライセンスとの互換性を提供するために、バージョン1.3として改訂された。

## 多言語化
元のフランス語の他、2010年3月8日現在、英語など以下の言語での公式文書が利用可能である。
- Licence Art Libre（フランス語）
  - Lizenz Freie Kunst（ドイツ語）
  - Free Art License（英語）
  - Licencia Arte Libre（スペイン語）
  - Licenza Arte Libera（イタリア語）
  - Licença da Arte Livre（ポルトガル語）